# 기미노 사쿠라코
기미노 사쿠라코는 일본 도쿄도 출신의 여성 라이트 노벨 작가이다.
1999년, 전격 G's 매거진 (아스키 미디어 웍스)의 독자 참가형 기획 시스터 프린세스에서, 각종 캐릭터 설정 및 문예(원작의 집필) 전반을 다루었다. 이후, 같은 잡지의 라디오 방송인 전격 G's Radio에서 진행한 리스너 참가형 기획 '해피 걸즈 나의 이모부님(パピー・ガールズ 〜わたしのおじさま〜)'이나, 같은 잡지의 독자 참가형 기획 'Strawberry Panic!', 'Baby Princess', '러브라이브!' 등에도 참가하고 있다.